# تطيلة
تُطَيْلَة وتُطِيلَة (بالإسبانية: Tudela)‏ مدينة بمقاطعة نبرة من منطقة نبرة ذاتية الحكم بشمال إسبانيا.

موقع بلدية المنكب من منطقة نبرة ذاتية الحكم

تقع تطيلة بالأندلس في جوفي وشقة، وبين الجوف والشرق من مدينة سرقسطة، ويطيف بجنات تطيلة نهر كالش، وهي من أكرم تلك الثغور تربة، يجود زرعها، ويدر ضرعها، وتطيب ثمرتها، وتكثر بركتها، وأهل تطيلة لا يغلقون أبواب مدينتهم ليلا ولا نهارا، قد انفردوا بذلك بين سائر البلاد.[بحاجة لمصدر] ومن الغرائب المستطربة، أنه كان بتطيلة بعد الأربعمائة من الهجرة، أو على رأسها، امرأة لها لحية كاملة سابغة كلحى الرجال، وكانت تتصرف في الأسفار، وسائر ما يتصرف فيه الناس، ولا يؤبه لها حتى أمر قاضي الناحية نسوةً من القوابل بالنظر إليها، فأحجمن عن ذلك لما عاينه من منظرها، فألزمهن النظر إليها، فإذا بها امرأة كسائر النساء؛ فأمر القاضي بحلق لحيتها، وأن تتزيا بزي النساء، ولا تسافر إلا مع ذي محرم.[بحاجة لمصدر] ومن بنات تطيلة مدينة طرسونة.[بحاجة لمصدر] ومن تطيلة الشاعر المجيد التطيلي الأعمى، صاحب القصيدة المشهورة، التي أولها:[بحاجة لمصدر]
من مواليد البلدة يهوذا اللاوي وبنيامين التطيلي.

## توأمة
لتطيلة اتفاقيات توأمة مع:
- طبريا

## أعلام
- التطيلي الأعمى
- سانشو السابع ملك نافارا
- ابن عزرا
- خوسيه سانشيز ماركو
- تيوفيلو سيرانو
- مانويل اونوو فيلافرانكا
- ليونور من نافارا
- موسى بن موسى